# Alix de Savoie
Alix de Savoie ou Alix de Maurienne, parfois prénommée Alice ou Agnès, est une princesse issue de la dynastie humbertienne, fiancée à Jean d'Angleterre, mais qui mourut précocement. Elle est la fille du comte Humbert III.

## Biographie

### Origines
Alix (Aalis), nommée suivant certaines sources Alice, Agnès, ou encore Adélaïde, est la fille du comte en Maurienne Humbert III et de sa troisième épouse Clémence de Zähringen,. L'appartenance à la dynastie des Humbertiens, souche de la Maison de Savoie, amène à la nommer indifféremment Alix de Maurienne ou de Savoie. 
Sa date de naissance est incertaine. L'année 1166 est cependant communément admise, notamment par le site MedLands. Cependant, la date de mort de sa mère est discutée (1163, 1167 ou 1173), de même que son rang dans la fratrie : elle est comptée comme aînée (MedLands, Bebin-Langrognet), seconde après Sophie, voire seule enfant du couple. Par ailleurs, lorsque l'historien Claudius Blanchard (1836-1900) affirme que Clémence de Zähringen serait morte en 1162, cela impliquerait qu'Alix soit donc née avant.

### Fiançailles avec Jean sans Terre
Quoi qu'il en soit, avant le 2 février 1173 — elle a donc entre huit et un peu plus de onze ans —, elle est promise à Jean sans Terre, fils du roi d'Angleterre,,,,, dans un accord signé à Clermont-Ferrand. Ce traité, signé en présence notamment de l'archevêque Pierre de Tarentaise, stipule principalement que le comté de Savoie, plus 5 000 marcs, constituent la dot apportée par Alix. À l'époque, et malgré ses trois mariages successifs, Humbert III n'a pas d'héritier mâle, qui puisse lui succéder selon la loi salique. Il est également prévu qu'en cas de décès de la jeune fille, c'est sa sœur cadette qui épousera Jean, apportant la même dot. Cette alliance avec l'Angleterre était principalement un moyen de lutte contre les visées expansionnistes du roi de France, Louis VII.
Ce traité prouve qu'Alix était l'aînée d'au moins deux filles. Il semblerait que les deux enfants (Jean sans Terre avait le même âge qu'Alix, étant né en 1166) se soient rencontrés au château de Montmayeur, qui est mentionné dans le traité comme faisant partie avec ses terres de la dot d'Alix,.

### Décès
Mais deux évènements intervinrent qui brisèrent l'union de la Savoie et de l'Angleterre : le premier est la mort d'Alix, en 1174, avant la cérémonie de mariage,. Cette mort n'est pas attestée par Claudius Blanchard, qui se fonde sur un écrit de Luigi Cibrario, affirmant qu'Alix aurait épousé Humbert de Genève et aurait été encore vivante en 1256. Outre l'unicité de cette source, le fait est peu probable par la durée de vie supposée d'Alix (90 ans), et surtout par son mariage avec un homme de trente ans son cadet, Humbert de Genève étant né en 1195. De surcroît, la multiplication des variantes sur le prénom de la princesse accroît fortement le risque de confusion.
Le second est la mort de sa mère, survenu probablement à la même époque ; Claudius Blanchard raconte que cette perte conduisit le comte Humbert, bouleversé, à vouloir se retirer du monde et à se faire moine à l'abbaye d'Hautecombe, où sa femme était enterrée, et qu'il fallut l'insistance de nombre de ses sujets pour le contraindre à se remarier avec Béatrice de Vienne,. Cette dernière donne naissance à un héritier mâle, le futur Thomas Ier de Savoie.
Quoi qu'il en soit, la famille royale anglaise renonce au projet de mariage et Jean épouse Isabelle de Gloucester.